# Marquesado de Carvajal
El marquesado de Carvajal es un título nobiliario español creado por la reina regente María Cristina de Habsburgo y concedido, en nombre de Alfonso XIII, a María de los Dolores Rojas y de Vicente por real decreto del 17 de agosto de 1896.

## Marqueses de Carvajal
|                           | Titular                                 | Periodo                   |
| Creación por Alfonso XIII | Creación por Alfonso XIII               | Creación por Alfonso XIII |
| ------------------------- | --------------------------------------- | ------------------------- |
| i                         | María de los Dolores Rojas y de Vicente | 1896-1909                 |
| ii                        | Hipólito Finat y Rojas                  | 1909-1954                 |
| iii                       | Pedro Alcántara Finat y Samaniego       | 1956-2015                 |
| iv                        | José María Sanz-Magallón y Rezusta      | 2021-2025                 |
| v                         | Juan Sanz-Magallón y Duque de Estrada   | 2025-                     |

## Historia de los marqueses de Carvajal
La historia de los marqueses de Carvajal, junto con sus fechas de sucesión en el título, es la que sigue:
- María de los Dolores Rojas y de Vicente, i marquesa de Carvajal.

Casó con Hipólito Finat y Carvajal. El 26 de junio de 1909 le sucedió su hijo:
- Hipólito Finat y Rojas (1896-1954), ii marqués de Carvajal.

Casó con Leonor Samaniego y O'Ryan. El 12 de diciembre de 1956, tras solicitud cursada el 27 de mayo de 1955 (BOE del 5 de junio) y orden del 9 de abril de 1956 para que se expida la correspondiente carta de sucesión (BOE del día 16), le sucedió su hijo:
- Pedro Alcántara Finat y Samaniego (1921-2015), iii marqués de Carvajal. Le sucedió, en 2021:

- José María Sanz-Magallón y Rezusta, iv marqués de Carvajal.

Casó con Ana Duque de Estrada. Le sucedió, por distribución, su hijo:
- Juan Sanz-Magallón y Duque de Estrada, v marqués de Carvajal.[5]